# David Maxwell (Ruderer)
David Lindsay Maxwell (* 8. April 1951; † 18. Dezember 2023) war ein britischer Ruderer, der 1976 eine olympische Silbermedaille im Achter gewann. Bei Weltmeisterschaften gewann er ebenfalls einmal Silber.

## Sportliche Karriere
Der 1,96 m große David Maxwell besuchte das Eton College und danach die University of Cambridge. Er gewann bei den Juniorenweltmeisterschaften 1968 Silber mit dem Achter und 1969 mit dem Vierer ohne Steuermann. 1971 und 1972 siegte Maxwell mit dem Boot aus Cambridge beim Boat Race.
1972 trat der britische Zweier mit Steuermann in der Besetzung David Maxwell, Michael Hart und Steuermann Alan Inns an. Bei den Olympischen Spielen 1972 in München belegte die britische Crew den achten Platz im Zweier mit Steuermann.
Bei den Weltmeisterschaften 1974 in Luzern siegte der Achter aus den Vereinigten Staaten vor dem Achter aus dem Vereinigten Königreich, der in der Besetzung Frederick Smallbone, John Yallop, Timothy Crooks, Hugh Matheson, David Maxwell, Jim Clark, William Mason, Leonard Robertson und Steuermann Patrick Sweeney antrat. Dies war die erste Weltmeisterschaftsmedaille für einen britischen Männer-Achter.
Bei den Olympischen Spielen 1976 in Montreal startete der britische Achter in der Besetzung Richard Lester, John Yallop, Timothy Crooks, Hugh Matheson, David Maxwell, Jim Clark, Frederick Smallbone, Leonard Robertson und Patrick Sweeney. Im Vorlauf belegten die Briten mit fast fünf Sekunden Rückstand auf den Achter aus der DDR den zweiten Platz. Mit einem Sieg im Hoffnungslauf erreichten die Briten das Finale. Im Finale gewann der Achter aus der DDR mit zweieinhalb Sekunden Vorsprung auf die Briten, die ihrerseits zweieinhalb Sekunden Vorsprung auf die drittplatzierten Neuseeländer hatten.